# 刘丹 (1973年)
刘丹（1973年12月4日—），中国大陆女演员，中国国家话剧院演员。

## 经历
刘丹出生于黑龙江省哈尔滨市，父亲刘明凯是哈尔滨著名骨科专家，1987年，电视剧《雪城》在哈尔滨拍摄，刘丹被剧组相中，饰演男一号王志松的妹妹，次年，刘丹考进哈尔滨青年宫的表演训练班，1990年，被北京电影学院表演系录取，与黄磊、姜武等为大学同学，毕业后，刘丹进入中国青年艺术剧院（现中国国家话剧院）工作，成为了一名话剧演员。期间，她也出演了不少中国大陆电视剧。2003年，参演日本朝日电视台电视剧《流转的王妃·最后的皇弟》，在剧中饰演清朝末代皇后郭布罗·婉容，同年，与相恋八年的日本剧作家太田省吾之子结婚。2007年，出演电影处女作——刁亦男导演的《夜车》。2012年，以访问学者的身份赴日本研修，2013年10月，完成能剧《羽衣》的演出，成为了第一个在日本表演能剧的外国女演员。2022年，凭电视剧《开端》获得第28届上海电视节白玉兰奖最佳女配角奖。2024年，凭电影《乘船而去》获第37届中国电影金鸡奖最佳女配角奖。